# Gos llebrer

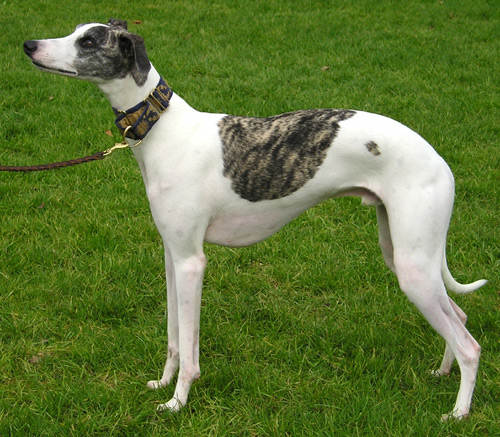
El llebrer Whippet mostra les característiques cames llargues, pit profund, i cintura estreta d'un gos llebrer.

Els gossos llebrers són gossos de caça que fonamentalment cacen per la rapidesa i la vista, en lloc d'ensumar i resistir com fan altres gossos. Són un conjunt de races de gossos, la constitució física dels quals els fa estar molt ben dotats per a la cursa (cursa de llebrers), en la qual poden assolir una gran velocitat. La majoria són més alts que llargs, tenen el cap llarg i estret i les orelles en rosa o semierectes i tenen un gran sentit de la vista al contrari que la majoria de les races de gos. Se solen utilitzar per a la caça major en gossades i per a la caça del conill i de la llebre.

## Característiques

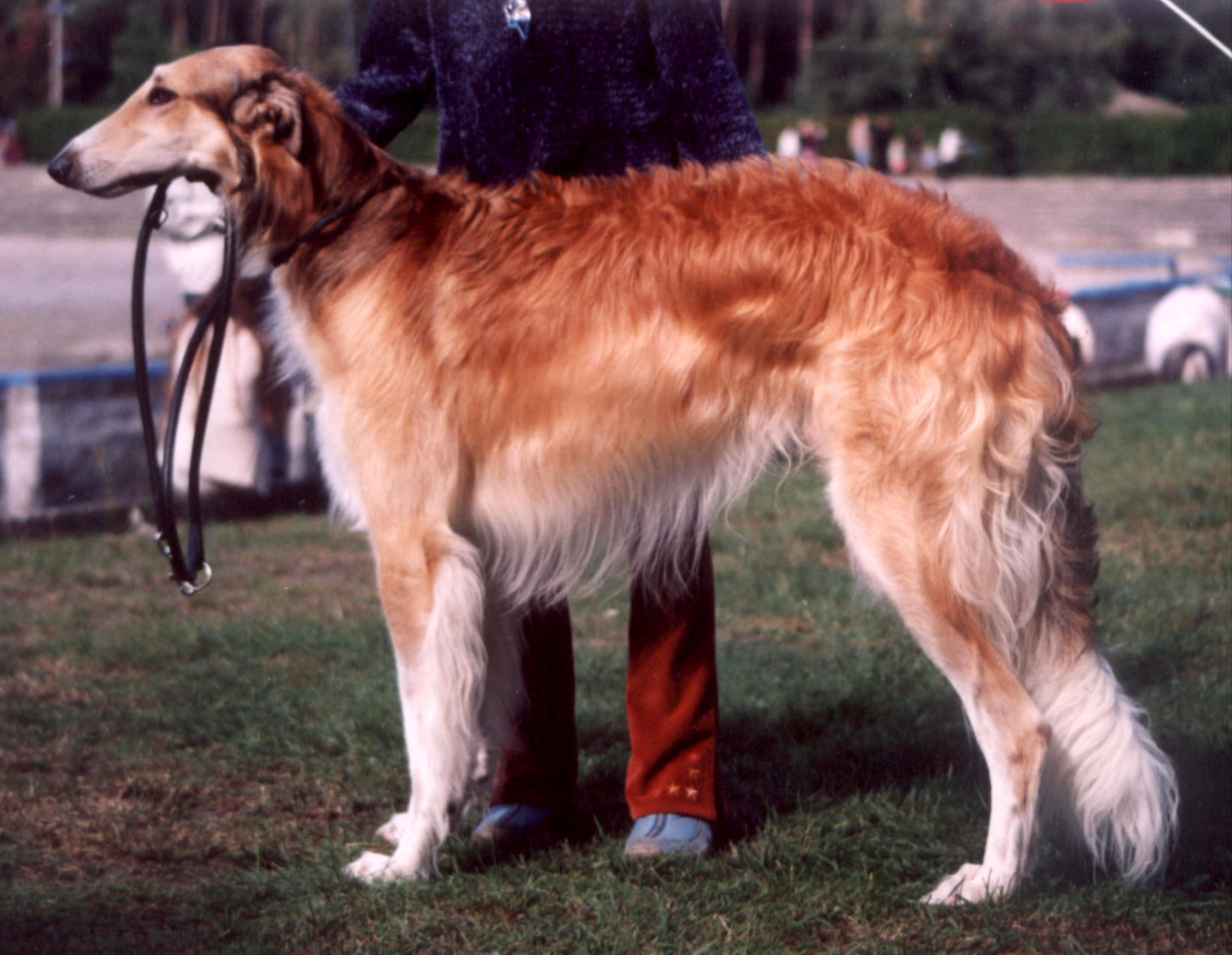
Borzoi o llebrer rus

Aquests gossos s'especialitzen a perseguir la presa, mantenint-la a la vista, i ultrapassant-la per la seva gran rapidesa i agilitat.
El típic gos llebrer ha de ser dolicocèfal. La seva forma pot crear la il·lusió que el seu cap és més llarg que el normal. La dolicocefàlia és realment una característica dels llops i altres animals carnívors silvestres, i està relacionada amb la necessitat d'una visió estereoscòpica en la cacera. Per raons desconegudes, la majoria d'animals domesticats incloent-hi els gossos (que no siguin els llebrers) s'han tornat braquicefàlics i han parcialment perdut aquest aspecte del camp de visió i tenen una velocitat de 90 km/h.

## Història

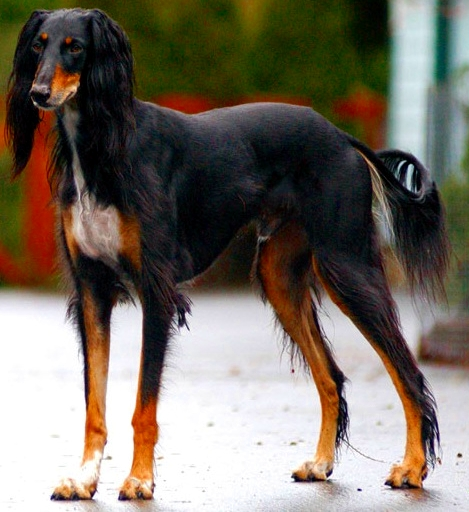
Saluki

Els gossos llebrers com els Saluki han existit com a mínim des de fa 5.000 anys, ja apareixen a Sumer fa uns 7000 - 6000 aC.
La primera descripció d'un llebrer es troba a l'obra d'Arrià Cynegeticus, del segle ii.

## Races
La Federació Cinològica Internacional reuneix a les diferents races de llebrers en el Grup X. Aquest grup està dividit en tres seccions: Llebrers de pèl llarg o ondulat, llebrers de pèl dur i llebrers de pèl curt.

### Secció 1: Llebrers de pèl llarg o ondulat

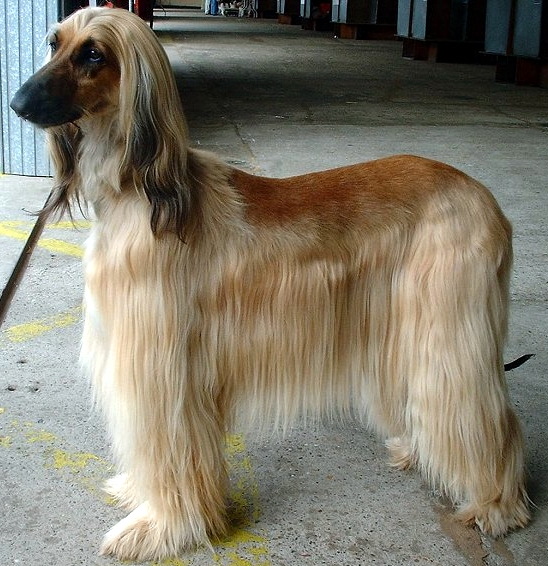
Llebrer afganès
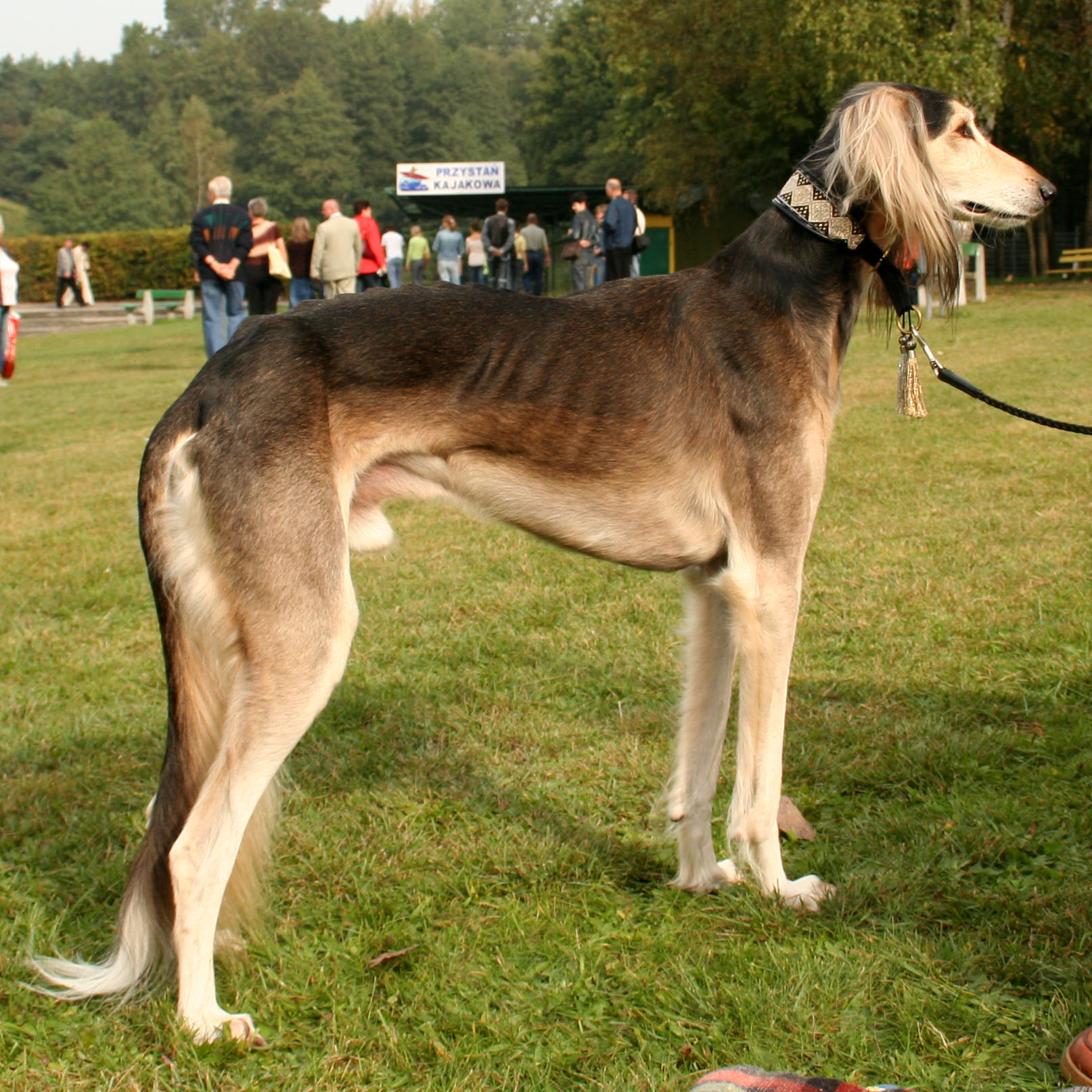
Saluki
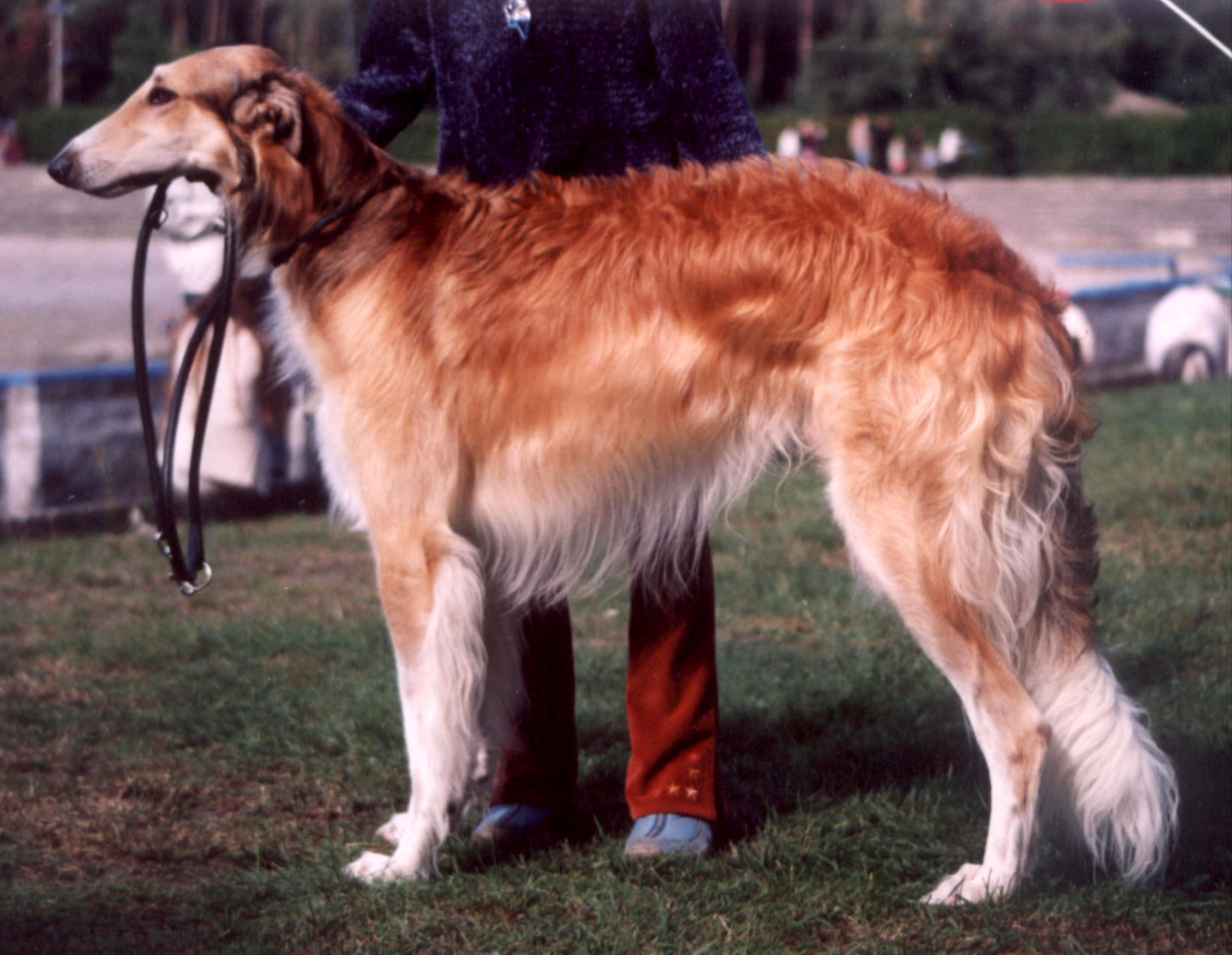
Borzoi o llebrer rus

### Secció 2: Llebrers de pèl dur

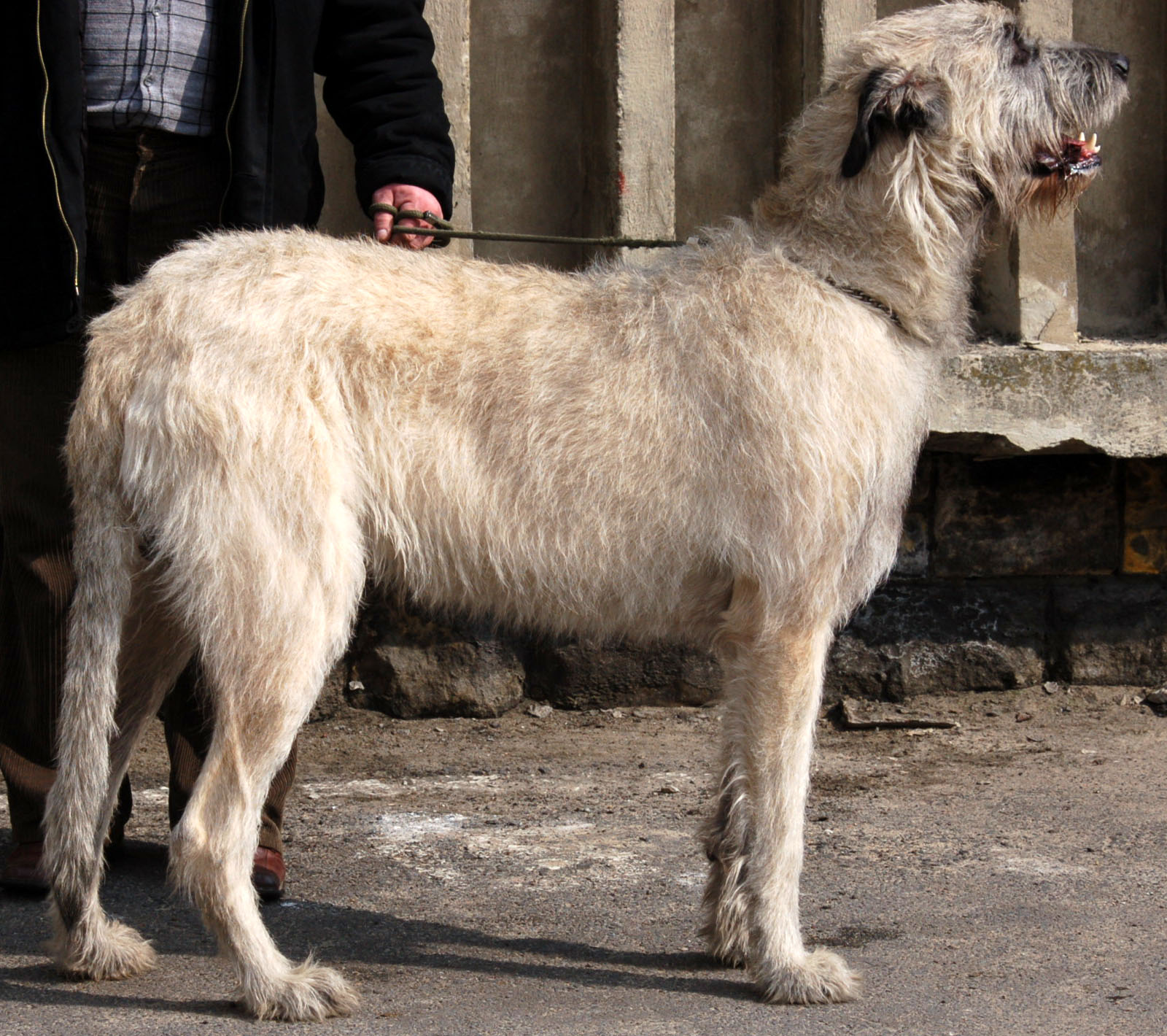
Llebrer irlandès
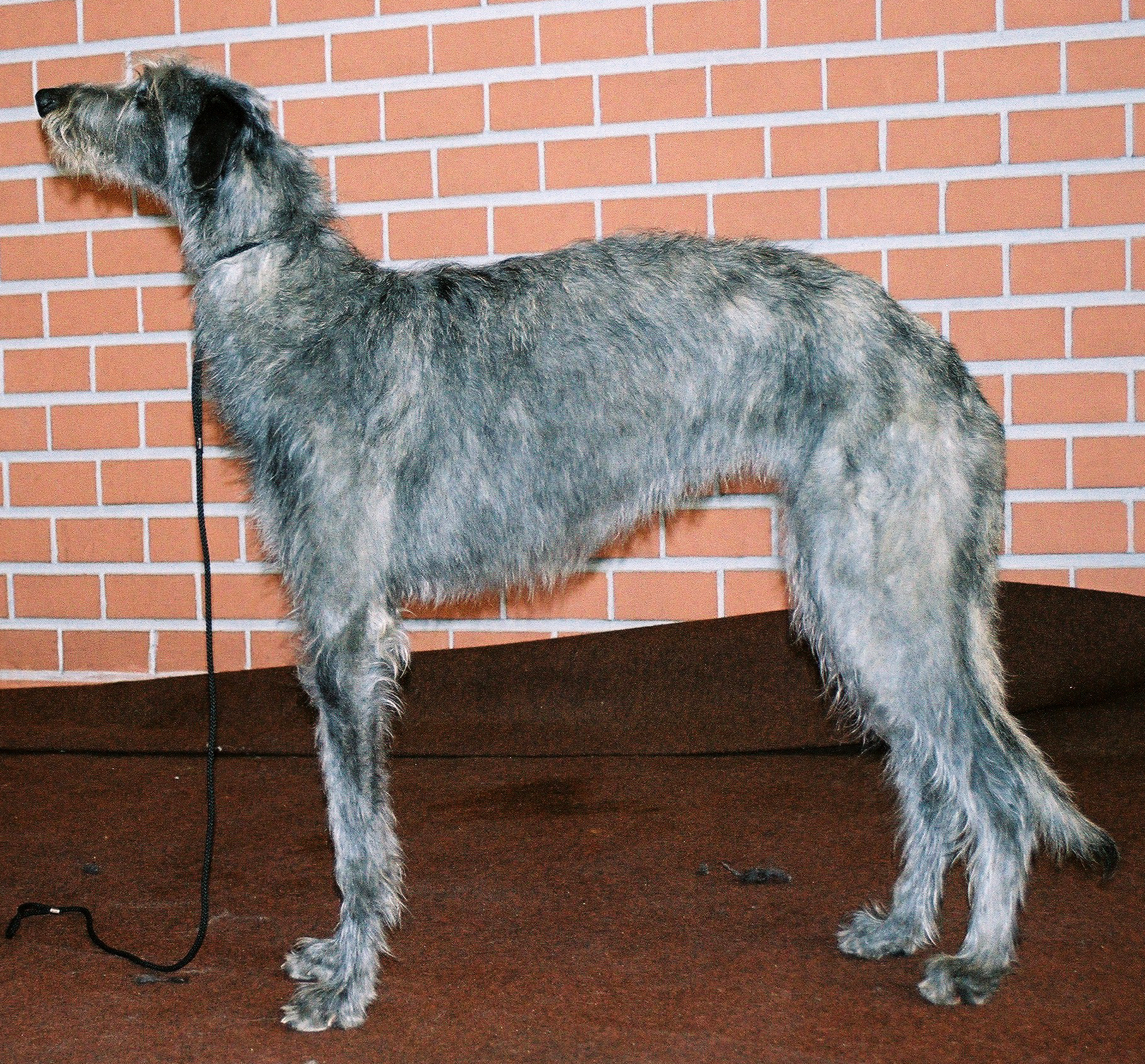
Llebrer escocès o deerhound

### Secció 3: Llebrers de pèl curt

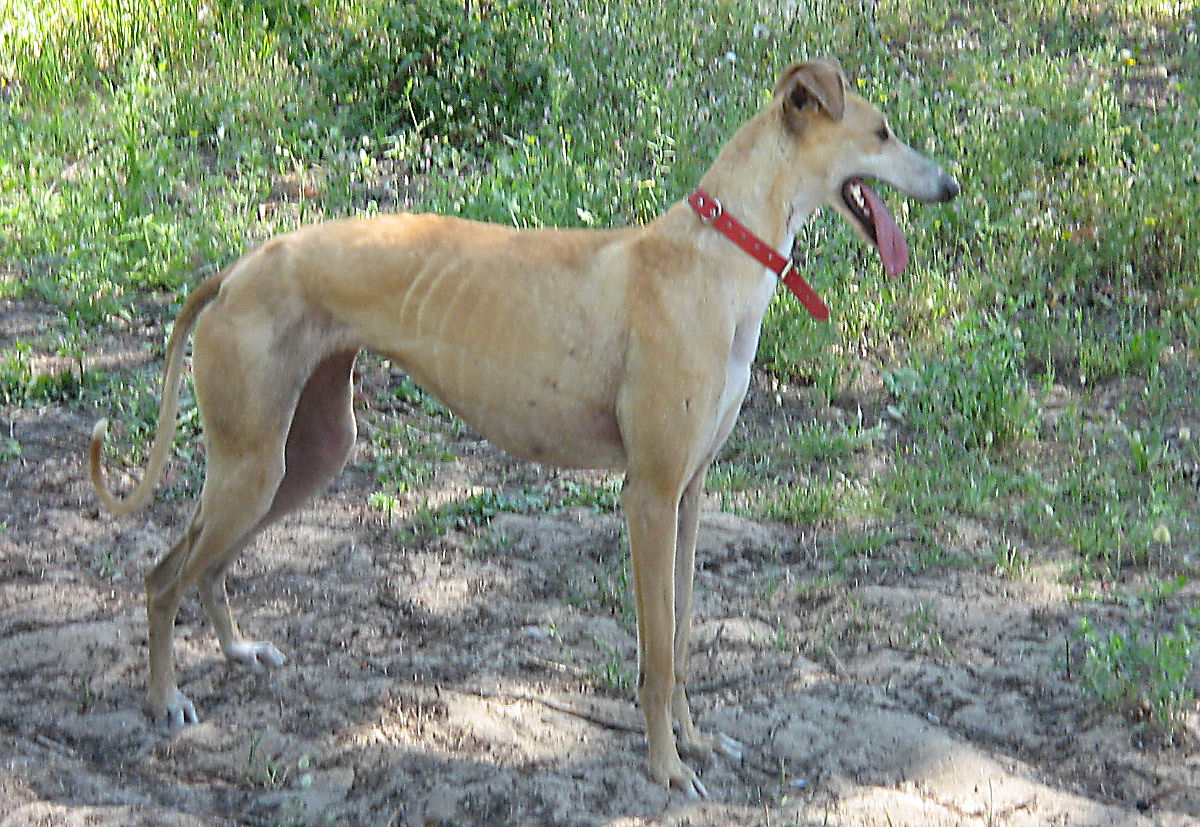
Llebrer espanyol
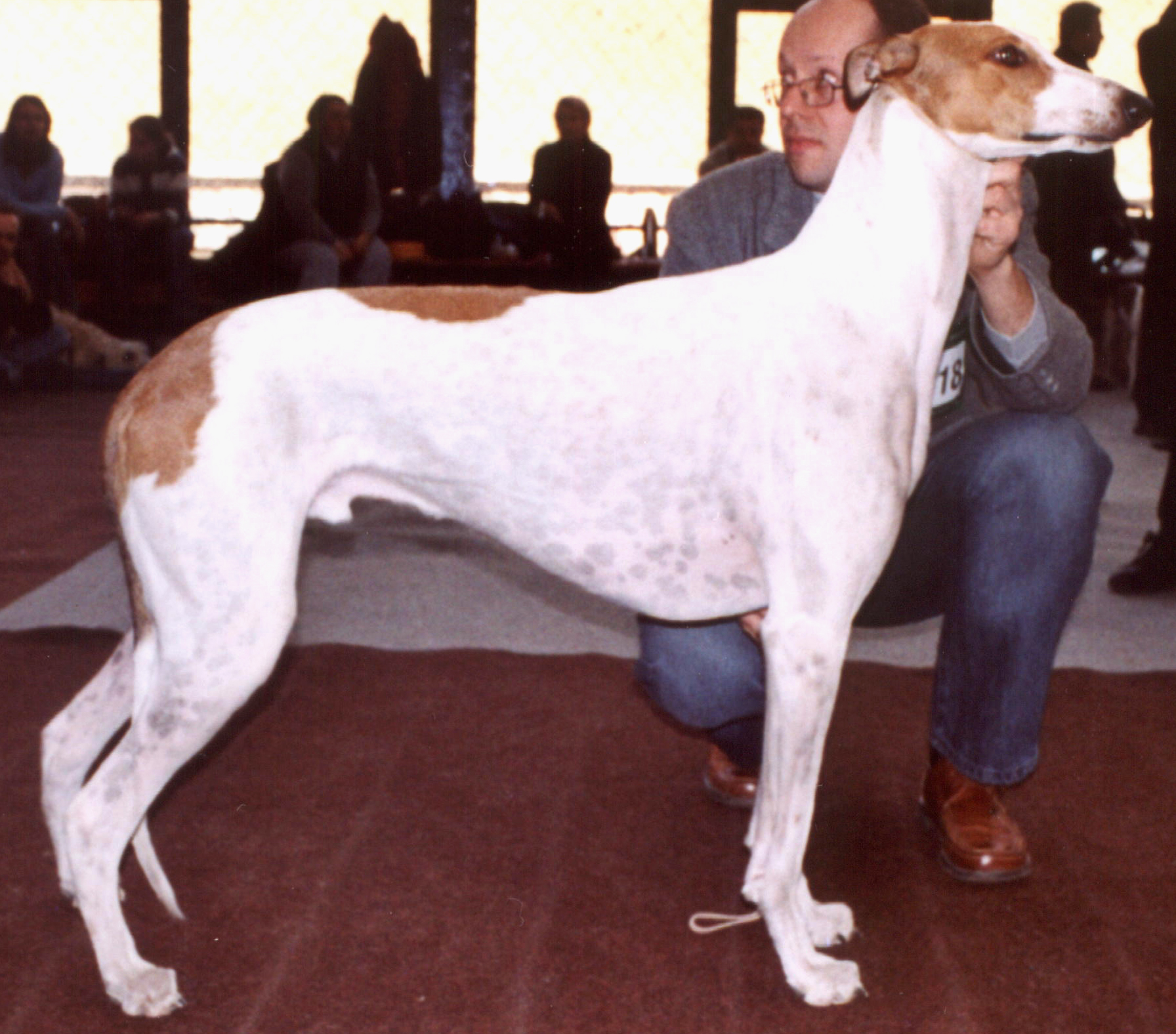
Llebrer anglès
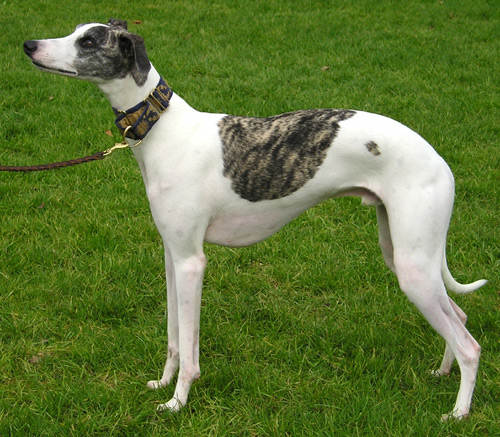
Whippet
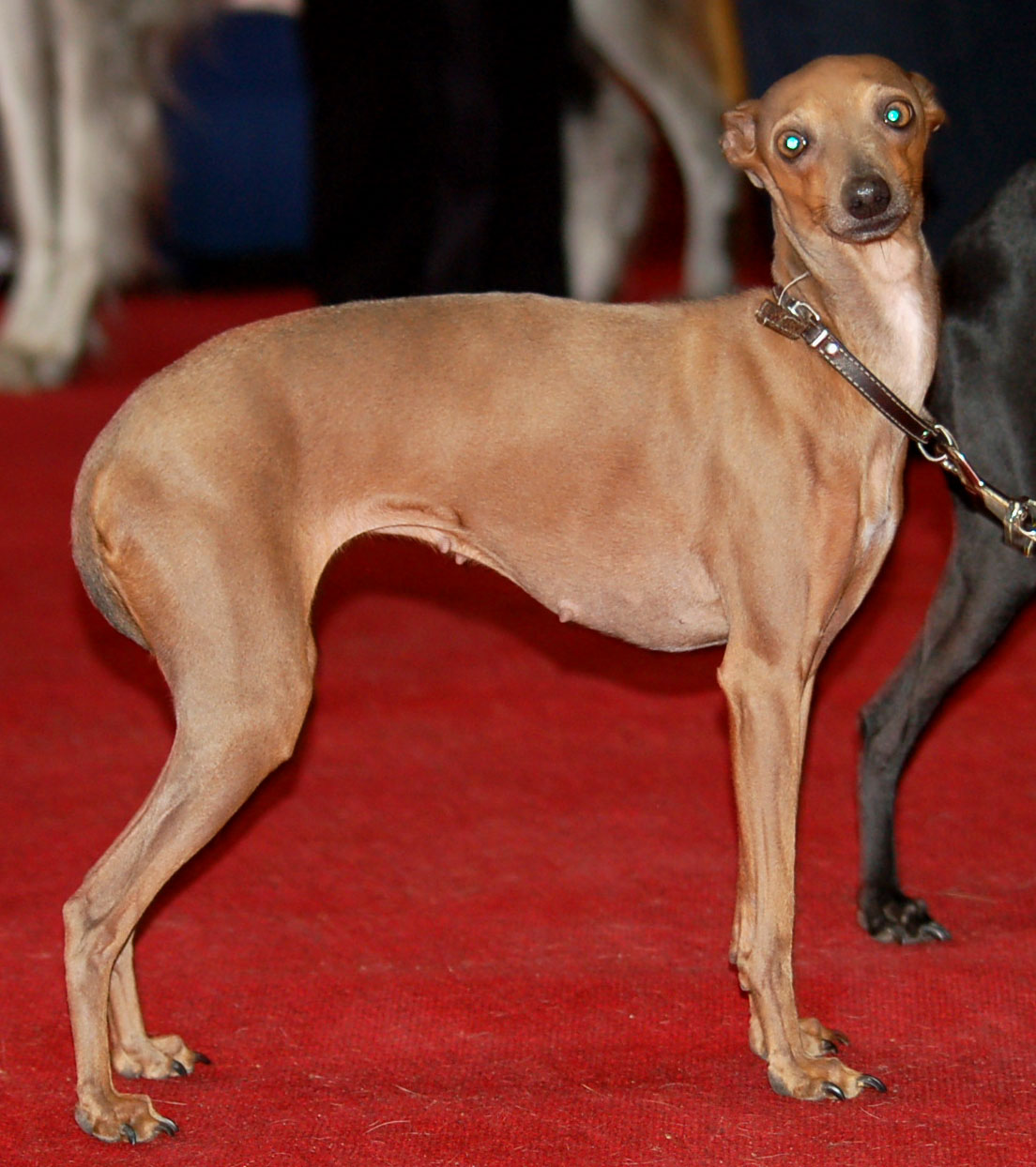
Llebrer italià
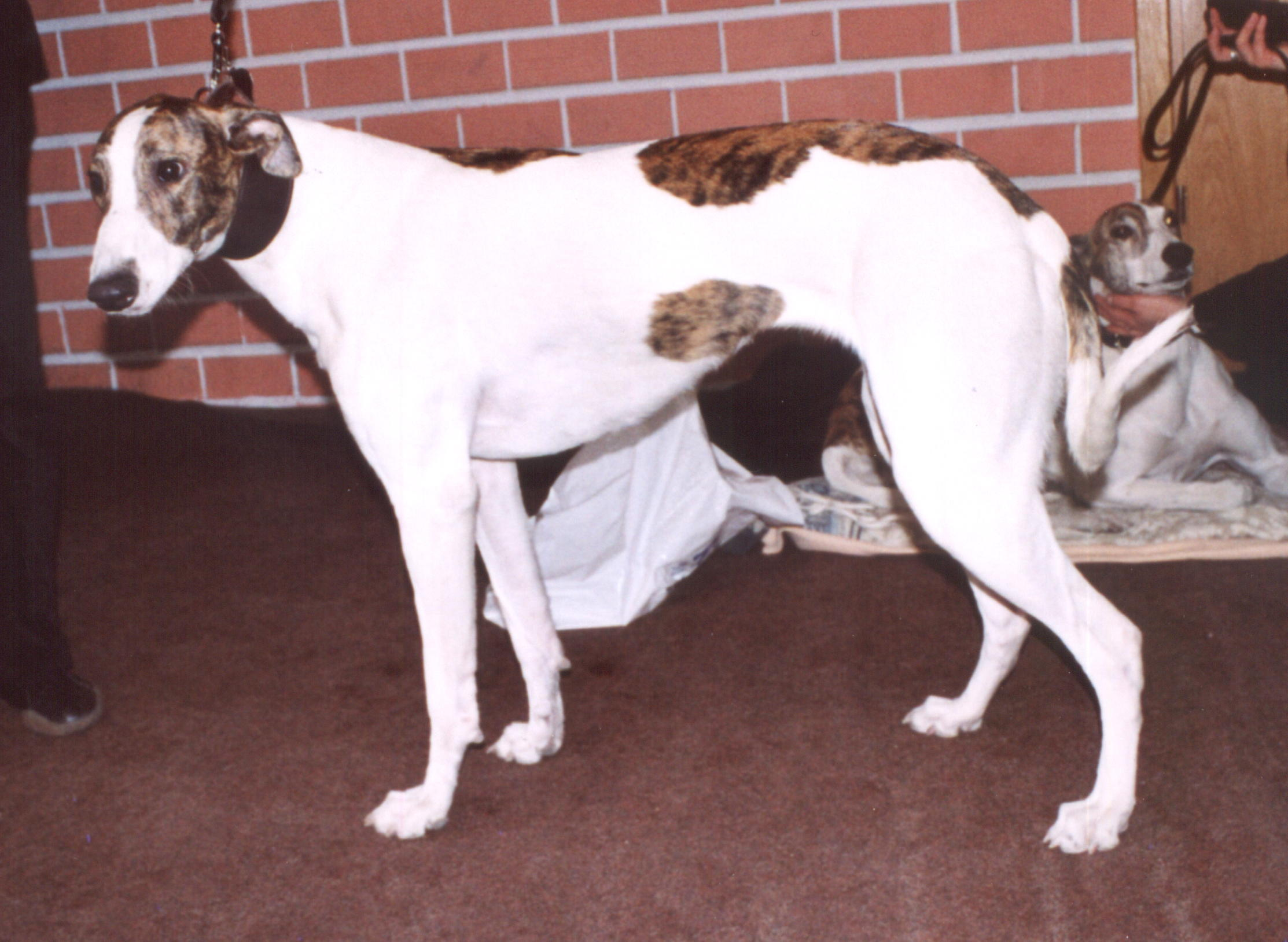
Llebrer hongarès
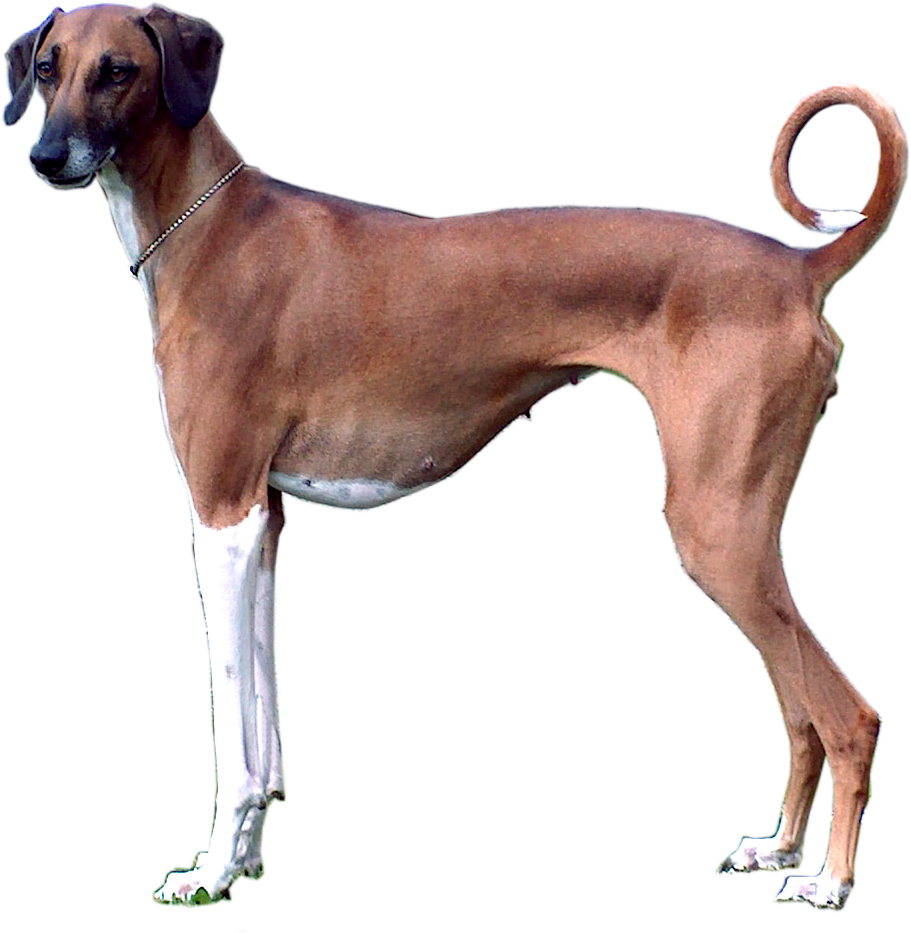
Azawakh
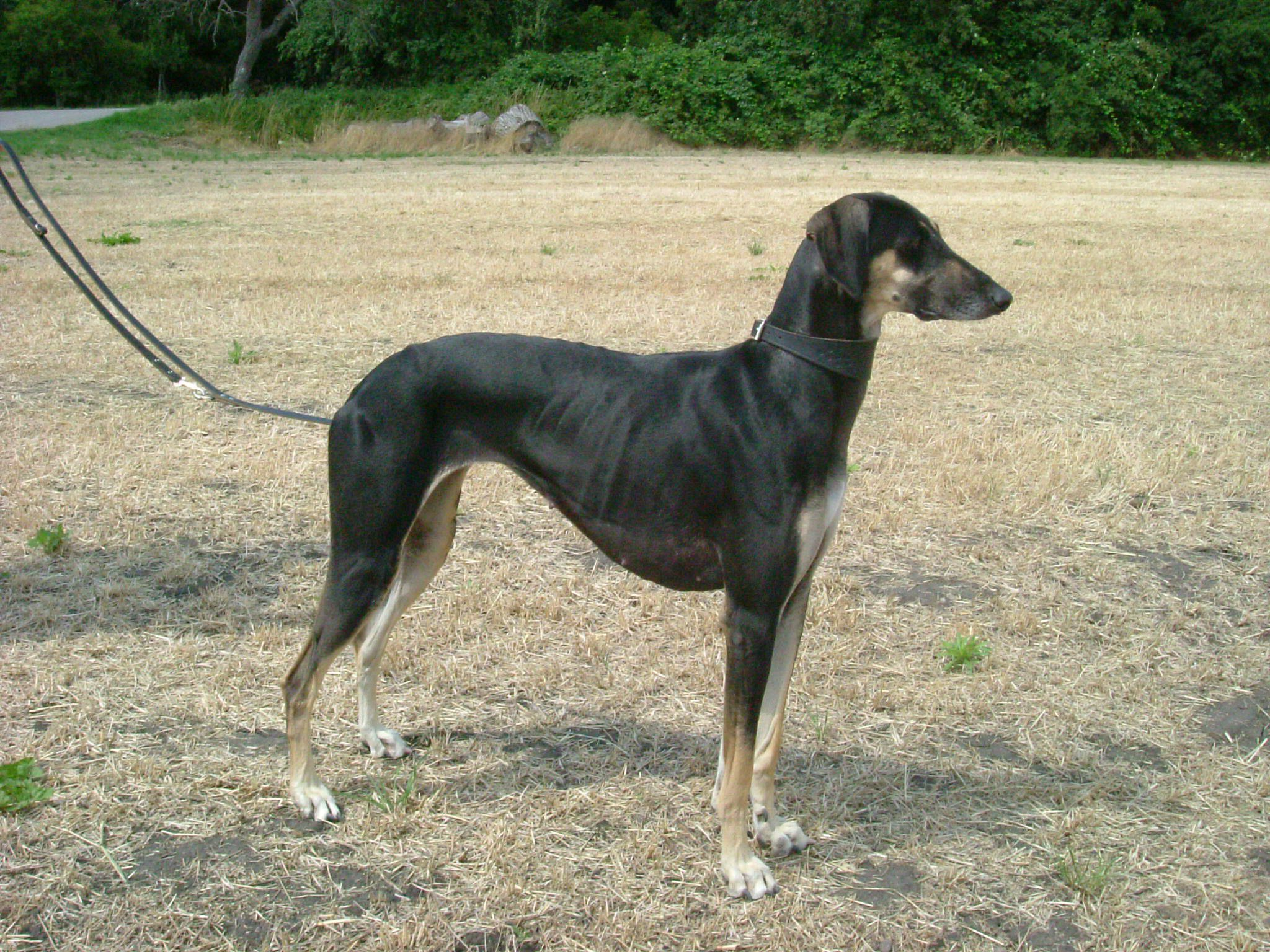
Sloughi
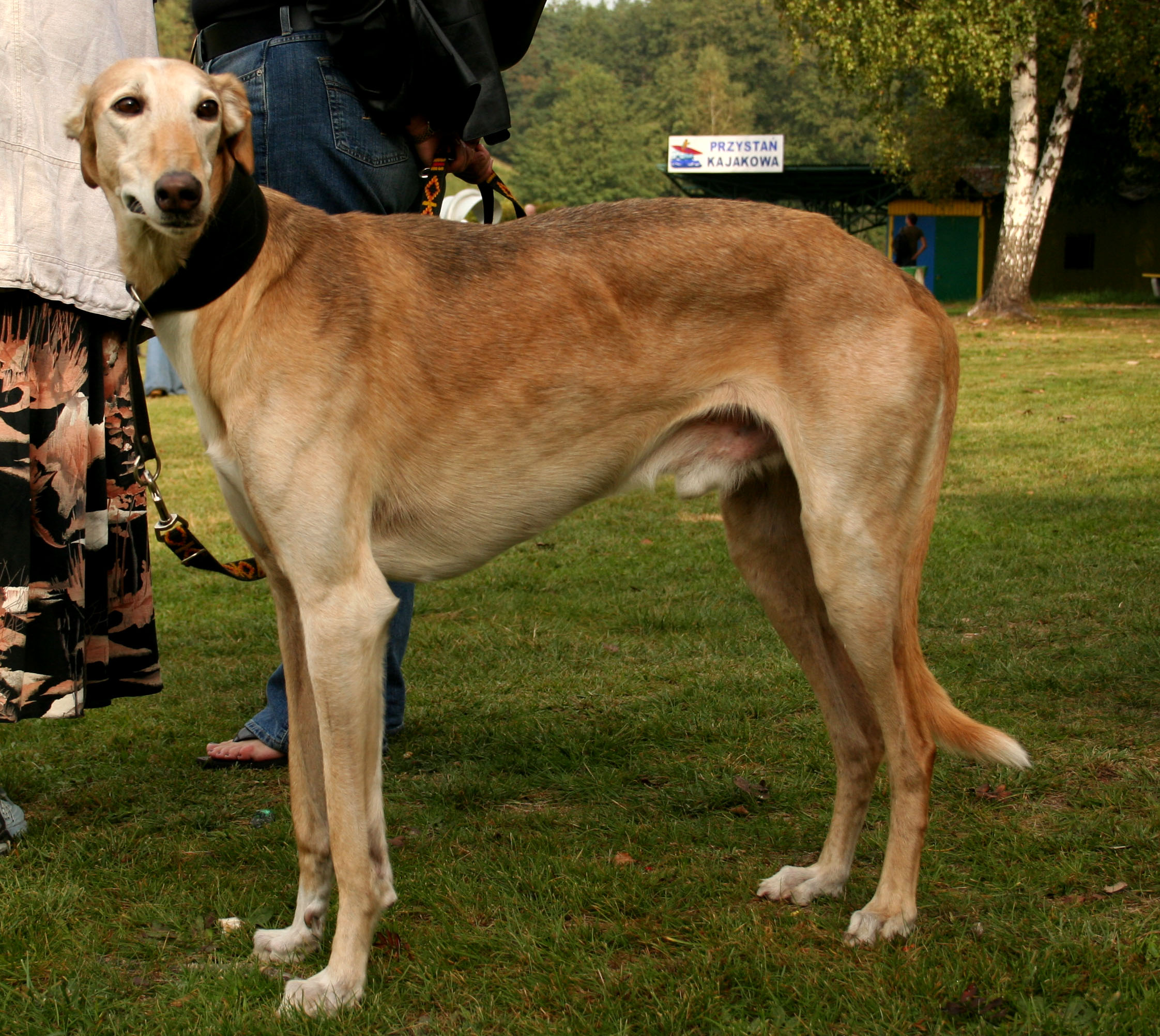
Llebrer polonès